# Chaïm Perelman

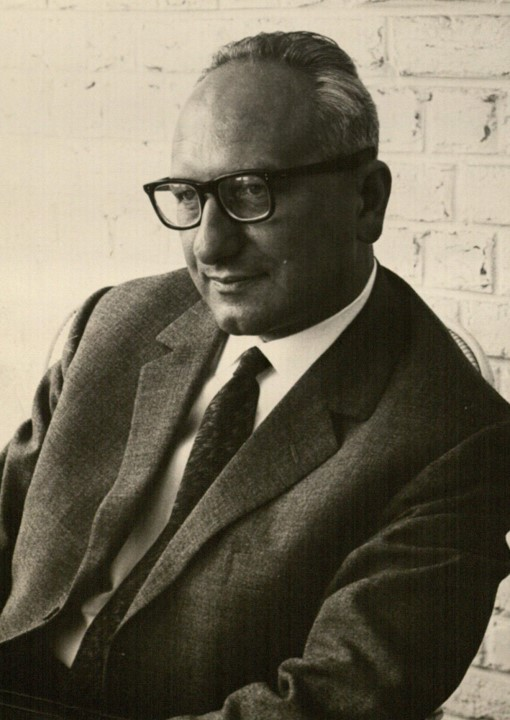
Chaïm Perelman

Chaïm (baron) Perelman (Warschau, 20 mei 1912 - Ukkel, 22 januari 1984) was een Belgisch rechtsgeleerde en filosoof van Pools-Joodse origine. Hij was een van de belangrijkste specialisten van de argumentatietheorie van de 20e eeuw. Perelman wordt beschouwd als de ontwikkelaar van de zogenaamde nieuwe retoriek. In 1962 kreeg hij hiervoor de Francquiprijs voor Menswetenschappen.

## Levensloop
Perelman werd geboren in Warschau (dat toen tot het Russische Rijk behoorde) in een Joodse familie. Hij emigreerde in 1925 met zijn ouders naar België en ze gingen in Antwerpen wonen, waar zijn vader diamanthandelaar werd. 
Perelman voltooide er zijn middelbaar onderwijs aan het Koninklijk Atheneum in Antwerpen en ging daarna studeren aan de Université libre de Bruxelles (ULB). Hij behaalde er in 1934 een doctoraat in de rechtsgeleerdheid en vier jaar later behaalde hij een tweede doctoraat in de letteren en wijsbegeerte met een proefschrift over de Duitse wiskundige en wijsgeer Gottlob Frege.
Ondertussen was Perelman in 1935 benoemd tot onderzoeker bij het Nationaal Fonds voor Wetenschappelijk Onderzoek. In 1938 werd Perelman, die in 1936 genaturaliseerd was tot Belg, docent aan de faculteit Letteren en Wijsbegeerte van de ULB. Hij zou er zijn hele loopbaan verblijven.
Tijdens de Tweede Wereldoorlog diende Perelman te stoppen met zijn wetenschappelijk onderzoek. Hij zetelde in de door de Duitsers opgerichte Vereeniging van Joden in België, maar ging ook in het verzet. In de zomer van 1942 richtte hij samen met de Joodse communist Gert (Hertz) Jospa en Abush Verber, leider van een linkse zionistische organisatie, het Joodsch Verdedigingscomiteit op, dat aanvankelijk opereerde vanuit de woning van Perelman in Ukkel. Hun voornaamste doel was onderduikadressen te vinden voor zo veel mogelijk Joden. Dankzij de hulp van Yvonne Nèvejean, hoofd van het Nationaal Werk voor Kinderwelzijn, werden meer dan 3000 Joodse kinderen verstopt in weeshuizen, privéhuizen en katholieke instellingen. Ook vele volwassenen konden worden ondergebracht. Uiteindelijk diende Perelman eveneens onder te duiken, eerst in Brussel (bij Marie-Thérèse Bodart) en later in Mechelen. Een gedenkplaat ter herinnering aan de activiteiten van Perelman werd na zijn dood aangebracht aan de woning in Ukkel.
Na de oorlog nam Perelman zijn werk weer op en werd benoemd tot hoogleraar. Hij bezette aan de ULB de Franstalige leerstoelen geschiedenis van de filosofie, logica, moraal en metafysica en de Nederlandstalige leerstoel in de logica. Na de universitaire hervormingen van 1968 richtte Perelman de cursus argumentatielogica op voor de rechtsstudenten. In 1978 ging Perelman op emeritaat.
Perelman was in 1955 medeoprichter van het Nationaal Centrum voor Navorsingen in de Logica (NCNL) en was voorzitter van het centrum van 1970 tot aan zijn dood. In 1967 richtte hij aan de ULB het onafhankelijk Centre Perelman de philosophie de droit op, het centrum werd in 1982 onderdeel van de faculteit rechten aan de universiteit.
Perelman op 71-jarige leeftijd onverwacht aan een hartinfarct in zijn woning te Ukkel. Kort daarvoor, op 5 december 1983 had koning Boudewijn hem de persoonlijke titel van baron verleend. Zijn adelbrief was op het moment van zijn overlijden nog niet gelicht, zodat de verlening postuum van kracht werd. Zijn weduwe mocht zich daardoor barones noemen. 
De gemeente Ukkel vernoemde een straat in de buurt van zijn woning naar hem: de Baron Perelmanstraat.
Zijn belangrijkste leerling was Leo Apostel.

## Wetenschappelijk onderzoek en werk
De doctrine van Perelman, ook weleens het perelmanisme genoemd, werd onderzocht in twee hoofdwerken.
Perelmans eerste belangrijke werk was De la Justice, geschreven in 1945. In dit werk onderzoekt hij de toepassing van een positieve filosofische benadering in de ontwikkeling van het recht.
Zijn voornaamste werk is Traité de l'argumentation: La nouvelle rhétorique dat hij samen met zijn assistente Lucie Olbrechts-Tyteca in 1958 schreef. Sinds 1948 voerden beiden onderzoek naar de ontwikkeling van een argumentatietheorie die kon toegepast worden in de ethiek, de rechtsfilosofie en de retoriek. Perelman noemde de nieuw ontwikkelde theorie over het argument de nouvelle rhétorique of nieuwe retoriek. De formele logica die tot dan toe werd toegepast voor de argumentatie in de ethiek en het recht was in een aantal gevallen ontoereikend voor het rechtvaardigen van bepaalde keuzes en beslissingen. Perelman vond dat ook niet-demonstratieve bewijsvoeringen die uit de juridische argumentatie ontleend werden, konden leiden tot een ruimere opvatting van rationaliteit in bepaalde domeinen zoals de ethiek en de rechtsfilosofie.
Perelman kreeg een eredoctoraat aan de Universiteit van Florence, de Hebreeuwse Universiteit van Jeruzalem en de McGill-universiteit van Montreal (Canada). In 1962 kreeg hij voor zijn wetenschappelijk onderzoek de Francquiprijs voor Menswetenschappen en bezette in 1967 de Francquileerstoel aan de Rijksuniversiteit Gent.
Vanaf 1962 was Perelman gastprofessor aan de Pennsylvania State University en droeg regelmatig bij in het door Henry W. Johnstone opgerichte tijdschrift  Philosophy and Rhetoric. Hij werd in de Verenigde Staten beschouwd als de belangrijkste specialist in de argumentatietheorie.
Perelman publiceerde nog een aantal afgeleide werken van zijn in 1958 verschenen standaardwerk. De belangrijkste publicatie was Logique juridique, nouvelle rhétorique die in 1976 verscheen.

## Werken
- De l'arbitraire dans la connaissance (1933)
- Les paradoxes de la logique (1936)
- De la justice (1945)
- Logique et rhétorique (1950)
- Rhétorique et philosophie (1952)
- Traité de l'argumentation: la nouvelle rhétorique (1958)
- Justice et raison (1963)
- Études de logique juridique (1966)
- Droit, morale et philosophie (1968)
- The new rhetoric as a theory of practical reasoning (1970)
- Le champ de l'argumentation (1970)
- La logique juridique: la nouvelle rhétorique (1976) (Ned. vert.: Juridische logica als leer van de argumentatie, Antwerpen 1979)
- L'empire rhétorique: rétorique et argumentation (1977) (Ned.vert.: Retorica en argumentatie, Baarn 1979)
- The new rhetoric and the humanities (1979)
- Introduction historique à la philosophie morale (1980)
- Justice, law and argument (1980)
- Le raisonnable et le déraisonnable en droit (1984)